# Йоганнес Рінне
Йоганнес Рінне (в миру Йоганнес Вільго Рінне, фін. Johannes Wilho Rinne; 16 серпня 1923, Турку, Фінляндія — 1 липня 2010, Турку, Фінляндія) —  предстоятель Православної церкви Фінляндії (1987 — 2001), тимчасовий предстоятель Естонської апостольської православної церкви Константинопольського патріархату. Теолог, перекладач, експерт із канонічного права. Володів французькою та грецькою мовою. Походив із лютеранської родини. 

## Життєпис
Народився 16 серпня 1923 в Турку у шведомовній лютеранській сім'ї. 
1948 закінчив теологічний факультет Академії Обу в Турку, отримавши ступінь кандидата богослов'я. 
1950 закінчив англіканський коледж у Великій Британії і до 1952 викладав у шведськомовній школі в Парайнені. 
З 1952 по 1953 навчався за стипендіатською програмою в США, де в 1953 удостоєний ступеня магістра теології. Після повернення до Фінляндії викладав у низці фінських шкіл. 
1966 удостоєний ступеня доктора теології в євангельсько-лютеранській церкві. 
Перед етапом переходу в православ'я навчався в Халкінській семінарії Вселенської патріархії, а  1971 удостоєний ступеня доктора богослов'я в Університеті Арістотеля. 

### Служіння у Православній Церкві
1966 приєднався до Православної церкви через миропомазання і в тому ж році висвячений у дияконський сан у Константинополі. 
1967 прийнятий до братства монастиря Іоанна Богослова Вселенської патріархії на острові Патмос, де пострижений в чернецтво і наречений іменем Йоганнес (Іоанн), на честь апостола Іоанна Богослова. 
2 травня 1967 хіротонізований у сан ієромонаха і піднесений до архімандрита. 
Представляв Православну Церкву Фінляндії на IV Всеправославній нараді, що пройшла з 8 по 15 червня 1968 в Шамбезі, передмісті Женеви . 

### Єпископське служіння
26 травня 1969 хіротонізований на єпископа Лапландського, вікарія Карельської єпархії Православної Церкви Фінляндії. 
З 11 листопада 1969 служив як вікарій при літньому єпископі Гельсинському Александрі Карпіні в управлінні Гельсинською митрополією. 
З 1970 тимчасово керував Гельсингфорською митрополією, а 1 лютого 1972 офіційно обраний і затверджений митрополитом ПЦФ. 

### Предстоятель Фінляндської Церкви
15 жовтня 1987 на Церковному соборі обраний архієпископом Карельським і всієї Фінляндії, предстоятелем Автономної Церкви Фінляндії у складі Константинопольського патріархату. 
30 вересня 2001 вийшов на спокій, а 4 жовтня того ж року рішенням Священного Синоду Константинопольської православної церкви призначений титулярним митрополитом Нікейським з місцем перебування у Фінляндії. 
Помер 1 липня 2010 в Турку . Згідно з заповітом, відспівування покійного відправлене митрополитом Гельсинським Амвросієм Яаскелайненом по чину простих ченців, без архієрейських атрибутів, в присутності лише вузького кола близьких родичів. Похований на православній ділянці міського цвинтаря в Турку. 

## Відносини з Московським патріархатом
1973, будучи митрополитом Гельсинським, наполягав на поверненні так званих "російських парафій" на території Фінляндії під юрисдикцію Православної церкви Фінляндії. Але Москва відмовила. 
На посаді предстоятеля Фінляндської архієпископії архієпископ Йоганнес неодноразово вступав у суперечки з духовенством і парафіянами Московського патріархату, які сповідували ентофілістичні погляди, що межували з єрессю. 
Архієпископ Йоганнес активно підтримав ідею повернення Естонії  під омофор Константинопольського патріархату і сприяв відновленню Естонської апостольської православної церкви, навіть тимчасово очолив її. Імперіалістична церковна політика Московської патріархії спричинили гострий конфлікт із Константинопольською Церквою-Матір'ю, і на деякий час призвело до однобічного розриву євхаристійного спілкування з боку патріарха Алексія Ридиґера. 